# Copa Vanderbilt

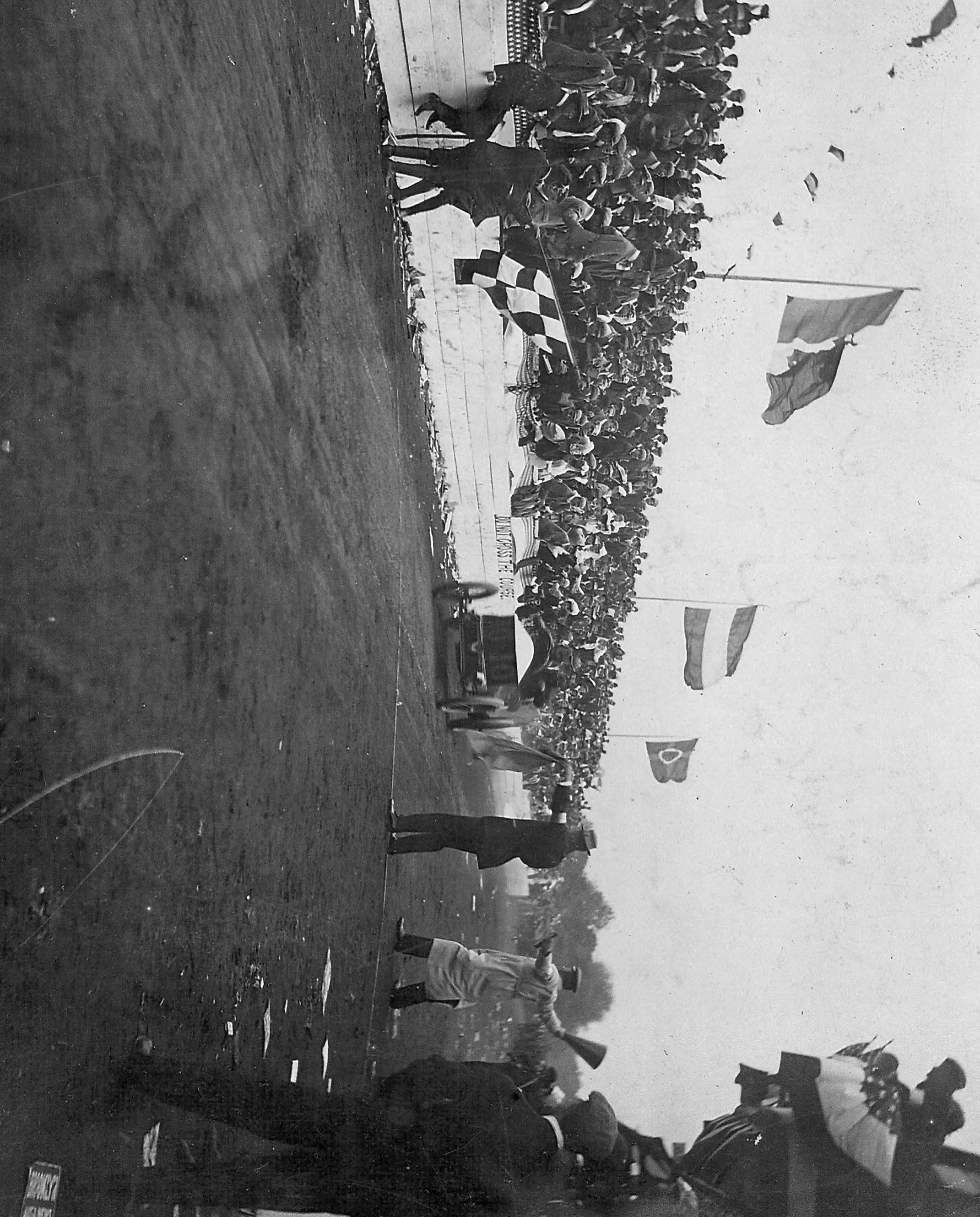
Meta de la Copa Vanderbilt de 1906

La Copa Vanderbilt fue el primer trofeo importante de automovilismo de los Estados Unidos y del continente americano, y por mucho tiempo uno de los más importantes del mundo.

## Historia
La carrera la inició William Kissam Vanderbilt II  en 1904 y se celebró por primera vez en el condado de Nassau en Long Island (Nueva York). El anuncio de que la carrera se iba a celebrar causó una gran controversia en Nueva York. Atrajo una avalancha de acciones legales en un intento por detenerla y los políticos pronto celebraron actos públicos sobre el tema. Vanderbilt se impuso y la carrera inaugural se llevó a cabo en un recorrido de 48,7 km con un trazado de sinuosos caminos de tierra a través del condado y el área de Nassau.
Vanderbilt puso un gran premio en efectivo con la esperanza de alentar a que los fabricantes estadounidenses pudieran entrar en la carrera y en el deporte del automovilismo, que ya eran bien organizadas en Europa, donde se estaba dando muchas mejoras en la tecnología de la fabricación de vehículos motorizados. La carrera atrajo los mejores pilotos y vehículos de todo el mundo del otro lado del Atlántico, algunos de los cuales habían competido en Europa en la Copa Gordon Bennett. La primera carrera de Long Island contó con diecisiete vehículos y la promoción periodística y de carteles atrajo a grandes multitudes esperando ver a un vehículo estadounidense derrotar a los poderosos vehículos europeos. Sin embargo, George Heath ganó la carrera en un Panhard y otro vehículo francés, un Darracq, tomando la copa los siguientes próximos dos años de manera consecutiva. El control de las multitudes fue un problema desde el principio y después de que un espectador, Curt Gruner, muriera en 1906, la carrera tuvo que ser cancelada. Mientras tanto, en Francia, el primer evento de Gran Premio de automovilismo fue lanzado para celebrarse el 26 de junio de 1906 bajo los auspicios del Automobile Club de France en La Sarthe. Uno de los competidores era el estadounidense Elliot Shepard, el hijo de Margaret Vanderbilt-Shepard y primo de William Kissam Vanderbilt.
Aprendiendo de su primo sobre el éxito del Gran Premio de Francia y la rápida expansión de los Grandes Premios en otros países europeos, William Vanderbilt concibió una forma de resolver el problema con la seguridad, así como mejorar la asistencia a la carrera. Vanderbilt formó una compañía que construyó en Long Island, el Long Island Motor Parkway, una de las primeras avenidas pavimentadas modernas del país, que no solo se podría utilizar para la carrera, sino también que facilitaría a Long Island el acceso y el desarrollo económico. La construcción comenzó en 1907 con la autopista con su peaje que costaba varios millones de dólares, contando con el Corredor Kissena en el condado de Queens sobre numerosos puentes y pasos a desnivel en Lake Ronkonkoma, a una distancia de 77 km. La carrera de 1908 se llevó a cabo en partes de la nueva carretera y para el deleite de la multitud bajo su manga, un joven de 23 años de edad, el héroe local, George Robertson, de Garden City, Nueva York, se convirtió en el primer estadounidense en ganar el evento conduciendo el coche estadounidense "Locomobile" (construido en Bridgeport, Connecticut). En 1908, con George Robertson (con el N° 16) se llevó la victoria con este coche, delante de su compañero Joe Florida en tercer lugar, convirtiéndose en el primer coche construido en los Estados Unidos en ganar la competencia internacional).

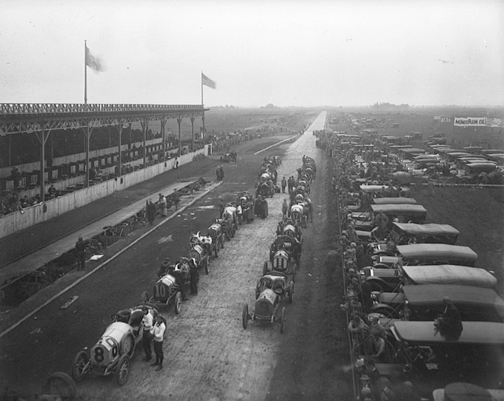
Salida de la Copa Vanderbilt de 1910

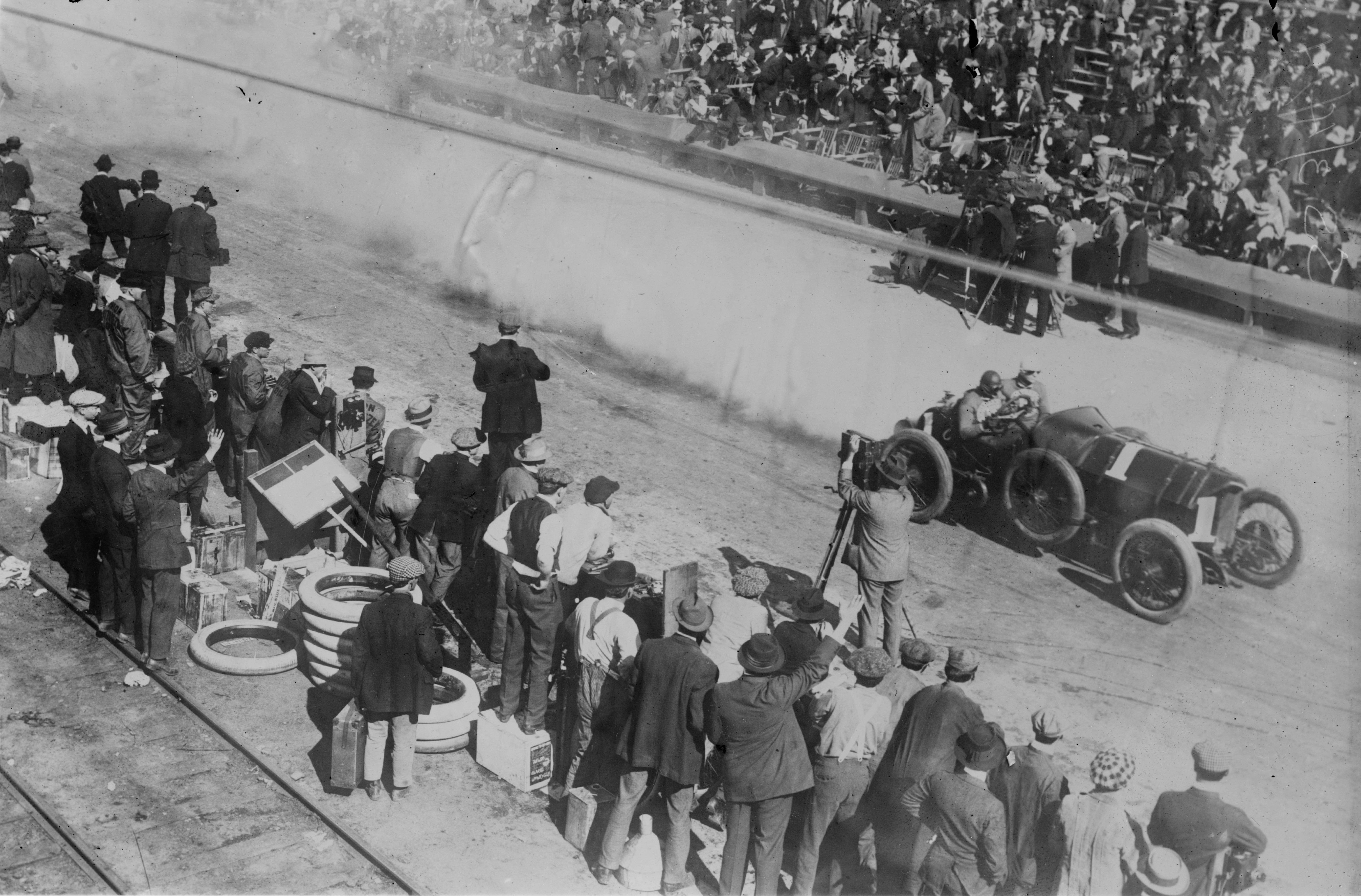
Salida de la Copa Vanderbilt de 1914

La Copa Vanderbilt se celebró con éxito en Long Island hasta 1911, cuando fue exhibida en Savannah, Georgia, en combinación con el Gran Premio de América. Al año siguiente se trasladó a una pista de carreras en Milwaukee, Wisconsin, y luego durante tres años en California: Santa Mónica en 1914 y 1916, en San Francisco en 1915. La carrera fue cancelada después de que Estados Unidos se uniera a los Aliados en la Primera Guerra Mundial en 1917. Algunos de los pilotos que participaron en la Copa Vanderbilt se convirtió en nombres famosos, sinónimo de pilotos automovilistas y en las carreras, como Louis Chevrolet, Vincenzo Lancia y Ralph DePalma.

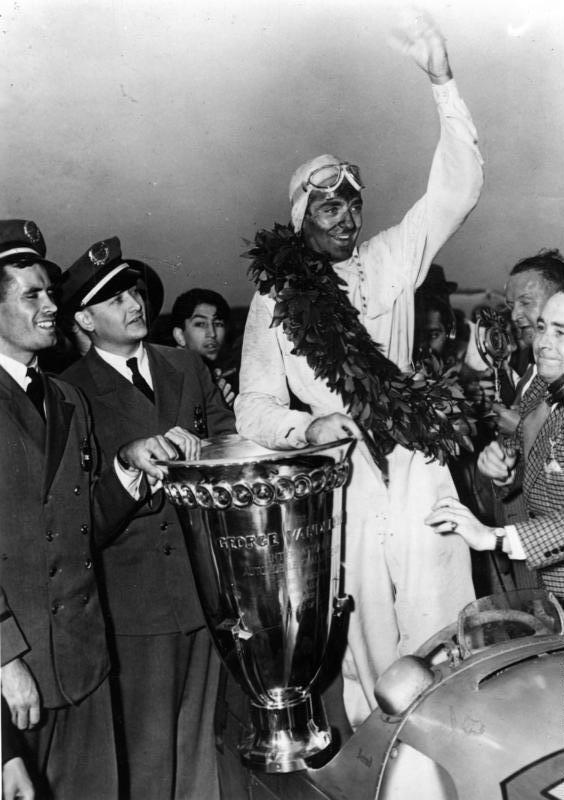
Bernd Rosemeyer con el trofeo George Vanderbilt de 1937.

La Copa Vanderbilt no se llevó a cabo de nuevo sino hasta 1936, cuando el sobrino de William Kissam Vanderbilt II, George Washington Vanderbilt III recuperó la competencia y la patrocinó con una carrera de 300 millas (unos 480 km) en una carrera en las nuevas instalaciones del Roosevelt Raceway. Una vez más, los europeos fueron atraídos por el dinero del sustancial premio y la Scuderia Ferrari entraron con tres corredores de Alfa Romeo. La falta de competencias estadounidense y de diseños menos emocionantes, vio una carrera diluida en solo dos años, en ambas ganaron los europeos.
La Copa Vanderbilt no regresaría a la escena del automovilismo de Estados Unidos por más de veinte años. En 1960, ya patrocinada por Cornelius Vanderbilt IV, que fue ejecutada como un evento de la Fórmula Júnior celebrándose de nuevo en el Roosevelt Raceway. En 1965, 1967 y 1968, las carreras de autos deportivos en Bridgehampton fueron sancionados como la Copa Vanderbilt.

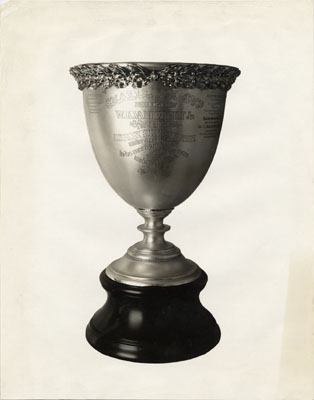
Trofeo original.

La Copa del original, fue echa de plata y medía 76 cm de altura. Lleva la imagen de William Kissam Vanderbilt II conduciendo su Mercedes con el récord en Ormond Beach de 1904. El trofeo actual se almacena en el Smithsonian y no está disponible para ser visto por el público.

## Ganadores
| Año                      | Piloto Ganador   | Automóvil                   | Lugar                     |
| ------------------------ | ---------------- | --------------------------- | ------------------------- |
| 1904                     | George Heath     | Panhard                     | Nassau, New York          |
| 1905                     | Victor Hémery    | Darracq                     | Nassau, New York          |
| 1906                     | Louis Wagner     | Darracq                     | Nassau, New York          |
| 1907: No se celebró      |                  |                             |                           |
| 1908                     | George Robertson | Locomobile                  | Long Island Motor Parkway |
| 1909                     | Harry Grant      | Alco                        | Long Island Motor Parkway |
| 1910                     | Harry Grant      | Alco                        | Long Island Motor Parkway |
| 1911                     | Ralph Mulford    | Lozier                      | Savannah, Georgia         |
| 1912                     | Ralph DePalma    | Mercedes                    | Milwaukee, Wisconsin      |
| 1913: No se celebró      |                  |                             |                           |
| 1914                     | Ralph DePalma    | Schroeder-Mercedes          | Santa Mónica (California) |
| 1915                     | Dario Resta      | Peugeot                     | San Francisco, California |
| 1916                     | Dario Resta      | Peugeot                     | Santa Mónica (California) |
| 1917–1935: No se celebró |                  |                             |                           |
| 1936                     | Tazio Nuvolari   | Alfa Romeo                  | Roosevelt Raceway         |
| 1937                     | Bernd Rosemeyer  | Auto Union                  | Roosevelt Raceway         |
| 1938–1959: No se celebró |                  |                             |                           |
| 1960                     | Harry Carter     | Stanguellini Formula Junior | Roosevelt Raceway         |
| 1961–1964: No se celebró |                  |                             |                           |
| 1965                     | Jim Hall         | Chaparral-Chevrolet         | Circuito Bridgehampton    |
| 1966                     | Jerry Grant      | Lola T70-Ford               | Circuito Bridgehampton    |
| 1967                     | Mark Donohue     | Lola T70-Chevrolet          | Circuito Bridgehampton    |
| 1968                     | Skip Scott       | Lola T70-Chevrolet          | Circuito Bridgehampton    |

Nota:
- A: El evento de 1966 fue catalogada como la "Bridgehampton 200".

## Reviviendo
El nombre de la Copa Vanderbilt desapareció durante 36 años hasta 1996. El reconocimiento otorgado en conmemoración a William Kissam Vanderbilt en la historia de las carreras automovilísticas, fue sustituida por una copia de la copa original siendo creada como el trofeo de la CART para la competencia en el Michigan International Speedway al celebrarse la carrera de la USA 500 entre 1996 a 1999. En el año 2000, la CART pasó a designar la Copa Vanderbilt como trofeo de campeonato de la serie. Los nombres de los ganadores de la USA 500 entre 1996-1999 y los ganadores de la serie CART desde el año 2000, están grabados en la copa moderna:
| Año                                                           | Piloto Ganador     | Coche            |
| USA 500                                                       | USA 500            | USA 500          |
| ------------------------------------------------------------- | ------------------ | ---------------- |
| 1996                                                          | Jimmy Vasser       | Reynard-Honda    |
| 1997                                                          | Alex Zanardi       | Reynard-Honda    |
| 1998                                                          | Greg Moore         | Reynard-Mercedes |
| 1999                                                          | Tony Kanaan        | Reynard-Honda    |
| CART World Championship Series/Championship Auto Racing Teams |                    |                  |
| 2000                                                          | Gil de Ferran      | Reynard-Honda    |
| 2001                                                          | Gil de Ferran      | Reynard-Honda    |
| 2002                                                          | Cristiano da Matta | Lola-Toyota      |
| 2003                                                          | Paul Tracy         | Lola-Ford        |
| 2004                                                          | Sébastien Bourdais | Lola-Ford        |
| 2005                                                          | Sébastien Bourdais | Lola-Ford        |
| 2006                                                          | Sébastien Bourdais | Lola-Ford        |
| 2007                                                          | Sébastien Bourdais | Panoz-Cosworth   |

Con la quiebra de Champ Car y la compra de los activos por parte de IRL, Tony George ha mencionado el interés en el uso de la Copa Vanderbilt como el Trofeo de Campeonato de la Serie IndyCar. Sin embargo, la Copa Astor se ha utilizado desde la temporada 2011.